# آرکو، ترنتینو
آرکو، ترنتینو (به ایتالیایی: Arco, Trentino) یک کومونه در ایتالیا است که در ترنتینو واقع شده‌است.

## خصوصیات
آرکو ۶۳ کیلومترمربع مساحت و ۱۶٬۴۲۱ نفر جمعیت دارد و ۹۱ متر بالاتر از سطح دریا واقع شده‌است.

## خواهرخوانده
شهرهای شتن، بوگن، Roccella Ionica و Maybole خواهرخوانده‌های آرکو، ترنتینو هستند.